# Перойдас
Перойдас (на гръцки: Περοίδας) е военен командир от похода на Александър Македонски в Азия. Перойдас, син на Менестей, е хипарх от хетайрите от Антемунт. Според разказа на Ариан в Битката при Иса в 333 година пр. Хр. неговият ескадрон заедно с този на Пантордан е преместен от лявото на дясното крило. Двамата са единствените споменати командири по име.
И Перойдас, и Пантордан не се споменават след Иса. При Гавгамела в 331 година пр. Хр. всичките осем ескадрона на хетайрите се командват от други офицери и се предполага, че двамата са паднали при Иса.